# 18021 Waldman
18021 Waldman è un asteroide della fascia principale. Scoperto nel 1999, presenta un'orbita caratterizzata da un semiasse maggiore pari a 2,7444762 UA e da un'eccentricità di 0,1073821, inclinata di 4,10911° rispetto all'eclittica.